# Astragalus rattanii
Astragalus rattanii är en ärtväxtart som beskrevs av Asa Gray. Astragalus rattanii ingår i släktet vedlar, och familjen ärtväxter.

## Underarter
Arten delas in i följande underarter:
- A. r. jepsonianus
- A. r. rattanii